# Global Gateway
Het Global Gateway-initiatief is een strategie van de Europese Unie om wereldwijd te investeren in infrastructuurprojecten. Het project werd gestart door de Europese Commissie onder leiding van Ursula von der Leyen. In de periode 2021-2027 zal de EU 300 miljard euro investeren. De helft van de fondsen wordt toegewezen aan projecten in Afrika. Het initiatief streeft ernaar de groene transitie, de digitale transitie, de duurzame economische groei, de gezondheidszorg en het onderwijs in Afrika te verbeteren.
Andere genoemde regio's die in aanmerking komen voor financiering en verdere samenwerking zijn Japan en India, evenals de Westelijke Balkan en het Oostelijk Partnerschap, maar ook Centraal-Azië en Latijns-Amerika.
Het initiatief wordt gezien als een alternatief of rivaal voor de Chinese Nieuwe Zijderoute. Volgens von der Leyen wil de EU verbindingen stimuleren, geen afhankelijkheden. 
Global Gateway kreeg in december 2022 kritiek omdat het geen concrete details over projecten verstrekte en te veel voortbouwde op reeds bestaande programma's.

## Doelstellingen
De EU ziet Global Gateway als onderdeel van haar handelsbetrekkingen en als een kans om beter te handelen en investeren met partners over de hele wereld. Het initiatief is ook een reactie op een langdurige systematische rivaliteit tussen de NAVO, de Europese Unie, de Verenigde Staten en andere nauw verwante G7-staten tegen de Volksrepubliek China, en is bedoeld om de toenemende Chinese politieke en economische invloed tegen te gaan. Tijdens de 47e G7-top kwamen de leiders overeen om investeringsinitiatieven te starten als tegenwicht tegen de Nieuwe Zijderoute. De verklaring van de G7 over partnerschap voor infrastructuur en investeringen lijkt op de aanpak en doelstellingen van het Global Gateway-initiatief. Een andere reden voor de voorgestelde investeringen is de verergering van de klimaatverandering, een probleem dat de EU als essentieel beschouwt. Daarom werd het initiatief omschreven als een "wereldwijde Europese Green Deal", als verwijzing naar de Europese Green Deal van de EU.

## Financiering
De belangrijkste financiering zal grotendeels afkomstig zijn van de EU en de ontwikkelings- en financiële instellingen van de lidstaten, maar ook van de Europese Investeringsbank en de Europese Bank voor Wederopbouw en Ontwikkeling. Daarnaast zal ook gebruik worden gemaakt van particuliere investeringen uit de Pre-Accession Assistance (IPA) III, Interreg, InvestEU en Horizon Europa. Er wordt nagedacht over de oprichting van een Europese exportkredietfaciliteit om Europese bedrijven te ondersteunen in landen waar zij met grote achterstanden te maken hebben.
Specifieke financieringsprogramma's zijn NDICI-GE, ook bekend als "Global Europe" (budget: € 79 miljard), met het EFSD+ als financiële arm. Deze worden ondersteund door de External Action Guarantee (EAG) van de Unie met een budget van € 40 miljard (uit een totaal van € 53,4 miljard) om het investeringsrisico te verkleinen.
In totaal zal het EFSD+ 135 miljard euro aan investeringen voorzien, gegarandeerd door de External Action Guarantee voor Global Gateway-projecten, met maximaal 18 miljard euro aan subsidies en een verder gepland en geraamd bedrag van 145 miljard euro aan investeringsvolumes door Europese financiële en ontwikkelingsinstellingen.
Ongeveer de helft van de verwachte 300 miljard euro Global Gateway-fondsen zal worden opgehaald via private investeringen die de EU hoopt te genereren met een systeem van financiële garanties.
In 2022 en 2023 heeft de Europese Investeringsbank in totaal 60 miljard aan investeringen gedaan als onderdeel van het Global Gateway-initiatief.

## Projecten
In december 2022 hield de EU een virtueel gala van € 387.000 in de Metaverse om het Global Gateway-project te promoten. Er waren slechts zes mensen aanwezig.

### Vooruitzicht
In haar opmerkingen in 2021 over het initiatief stelde Ursula von der Leyen dat de zesde top van de Europese Unie en de Afrikaanse Unie de eerste test van het initiatief zou zijn. Ze noemde het een 'vlaggenschipproject'. 

### Samenwerking
Er is een nauwe samenwerking gepland met het Amerikaanse initiatief Build Back Better World, dat soortgelijke doelen heeft. Beide ondernemingen zullen elkaar versterken en ondersteunen.
Een belangrijk resultaat van het Global Gateway-initiatief was het Afrika-Europe-investeringspakket, dat ongeveer €150 miljard toewees aan het versterken van de partnerschappen met Afrikaanse landen.

## Kritiek
In 2022 was het nog onduidelijk hoeveel vooruitgang er was geboekt bij het realiseren van de Global Gateway.
Uit een rapport van de South China Morning Post van december 2022 bleek dat concrete details over potentiële projecten moeilijk te vinden zijn en dat de EU in plaats daarvan alleen maar plannen heeft gepubliceerd van projecten die zij graag zou willen uitvoeren. Specifieke projecten die door Global Gateway worden genoemd, zijn projecten waarvoor al fondsen waren toegewezen in plaats van nieuwe financiering. Volgens beleidsmedewerker W. Gyude Moore van het Center for Global Development is Global Gateway "sterk afhankelijk van bestaande programma's en initiatieven die ook doorgang zouden hebben gevonden als Global Gateway niet had bestaan" en is het project "niet verder gekomen dan alleen maar woorden."